# Левин, Марк Миронович
Марк Миронович Левин (укр. Левін Марко Миронович; 24 июля 1898, Свислочь Гродненской области — 18 мая 1968, Харьков) — украинский советский хирург, доктор медицинских наук (1937), профессор (1939).

## Биография
Окончил в 1923 году Харьковский медицинский институт, где и работал с 1925 года:
- 1939—1941 — заведующий кафедрой пропедевтики хирургии,
- 1941—1944 (во время эвакуации в Чкалов в годы Великой Отечественной войны) — заведующий кафедрой госпитальной хирургии,
- 1944—1966 — заведующий кафедрой хирургии.

## Научные работы
- Заболевания желудка оперированного по поводу язвы [Текст] / М. М. Левин. — М. ; Л. : Медгиз, 1938. — 244 с.
- «К клинике и хирургическому лечению ранений сердца» // ВД. 1945. № 3—4.
- Язвенная болезнь юношеского возраста и её хирургическое лечение [Текст] / Проф. М. М. Левин. — Харьков : [б. и.], 1959. — 135 с., 2 л. ил. : ил.; 22 см.
- Повторные операции при заболеваниях оперированного желудка [Текст] / Проф. М. М. Левин. — Харьков : Изд-во Харьк. ун-та, 1961. — 178 с. : ил.; 22 см. — (Труды Харьковского государственного медицинского института/ М-во здравоохранения УССР; Т. 58).
- «Клиника, диагностика и лечение рака толстой кишки» // Тезисы научно-практической конференции Харьковского медицинского института и 27-й больницы. Х., 1965.